# 1923 год в авиации
Список событий в авиации в 1923 году.

## События
- 24 июля — первый полёт планёра А-5 конструкции К. К. Арцеулова
- 15 августа — первый полёт первого советского истребителя И-1, разработанного Николаем Николаевичем Поликарповым.
- 21 октября — полёт АНТ-1, первого самолёта конструкции А. Н. Туполева — пилот (Е. И. Погосский).
- 27 ноября
  - Совершил первый полёт ВОП-1 легкомоторный самолёт конструкции В. О. Писаренко, первый советский удачно летавший свободнонесущий низкоплан.
  - Совершил первый полёт советский дирижабль VI Октябрь.

### Без точной даты
- Первый полёт первого советского пассажирского самолёта Синяя птица[источник не указан 1446 дней]

### Основаны
- 9 февраля — основана авиакомпания «Аэрофлот». Крупнейшая авиакомпания в мире до 1991 года.
- 17 марта — основано Российское (акционерное) общество добровольного воздушного флота «Добролёт».[1]
- 1 ноября — открылись первые всесоюзные соревнования планеристов в Коктебеле.

## Персоны

### Родились
- 27 января — Владимир Алексенко, советский военачальник, генерал-лейтенант, дважды Герой Советского Союза.
- 29 марта — Яковлев, Алексей Александрович, участник Великой Отечественной войны, заместитель командира эскадрильи 208-го штурмового авиационного полка 227-й штурмовой авиационной дивизии 8-й воздушной армии 4-го Украинского фронта, Герой Советского Союза, капитан.
- 8 мая — Дольников, Григорий Устинович, советский лётчик-истребитель Великой Отечественной войны, Герой Советского Союза (1978), заслуженный военный лётчик СССР, генерал-полковник авиации, кандидат исторических наук. Принимал участие в боевых действиях с 1943 по 1945 года. Совершил 160 боевых вылетов, 42 воздушных боя. Сбил 15 самолётов противника лично и 1 в паре.
- 29 июля — Бугаев, Борис Павлович, советский лётчик, военный и государственный деятель, главный маршал авиации (28 октября 1977), дважды Герой Социалистического Труда (1966, 1983).
- 20 сентября — Колдунов, Александр Иванович, советский военный и государственный деятель, главный маршал авиации СССР, дважды герой Советского Союза; в годы Великой Отечественной войны — один из лучших советских асов-истребителей. Самый результативный ас из числа воевавших на истребителях «Як».
- 21 сентября — Елькин, Валентин Иванович, Герой Советского Союза, лётчик-истребитель, командир звена, младший лейтенант, Южный фронт ПВО. Погиб в воздушном бою над окрестностями Проскурова.